# Doug Janik
Douglas Janik (* 26. März 1980 in Agawam, Massachusetts) ist ein US-amerikanischer Eishockeyverteidiger, der seit Oktober 2014 beim SV Kaltern in der italienischen Serie A unter Vertrag steht.

## Karriere

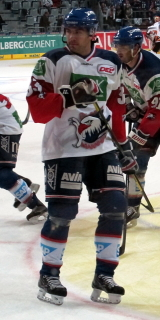
Doug Janik im Trikot der Adler Mannheim, 2012

Doug Janik wurde während des NHL Entry Draft 1999 in der zweiten Runde an insgesamt 55. Position von den Buffalo Sabres ausgewählt. Der US-Amerikaner, der von 1999 bis 2002 für das Eishockeyteam der University of Maine spielte, stand insgesamt fünf Jahre bei den Sabres unter Vertrag, spielte jedoch hauptsächlich für deren Farmteam aus der American Hockey League, die Rochester Americans. Am 6. Juli 2006 unterzeichnete Janik als Free Agent einen Vertrag bei den Tampa Bay Lightning, für die er zwei Jahre aktiv war.
Am 15. Juli 2008 erhielt der Verteidiger einen Vertrag bei den Chicago Blackhawks, wurde jedoch kurz darauf aufgrund einer Überschreitung des Salary Cap aus deren Kader gestrichen ohne je für die Blackhawks gespielt zu haben. Am 2. Oktober 2008 wechselte er zu den Dallas Stars im Tausch für ein mögliches Wahlrecht während eines NHL Entry Drafts. Allerdings blieb er auch in Dallas nicht lange, da er im Februar 2009 für Steve Bégin an die Montréal Canadiens abgegeben wurde. Als Free Agent unterschrieb Janik im Juli 2009 einen Kontrakt bei den Detroit Red Wings. Für deren Farmteam, die Grand Rapids Griffins, stand er bis zum Saisonende 2011/12 als Stammspieler auf dem Eis.
Zur Saison 2012/13 unterzeichnete der Verteidiger schließlich einen Einjahresvertrag bei den Adler Mannheim aus der Deutschen Eishockey Liga. Nach nur einer Spielzeit kehrte er nach Nordamerika zurück und schloss sich zur Saison 2013/14 den San Antonio Rampage aus der AHL an, ehe er während der laufenden Spielzeit innerhalb der Liga zu den Chicago Wolves transferiert wurde. Im Oktober 2014 entschied sich Janik abermals zu einem Wechsel nach Europa und steht seit Beginn der Saison 2014/15 für den SV Kaltern in der Serie A auf dem Eis. 

## Erfolge und Auszeichnungen
- 2004 AHL All-Star Classic

## Statistik
(Stand: Ende der Saison 2011/12)